# Pabellón de Baloncesto Azadi
El Pabellón de Baloncesto Azadi (en persa: سالن بسکتبال آزادی) es un pabellón deportivo multipropósito con asientos ubicado en la ciudad de Teherán, la capital del país asiático de Irán. Es parte de los 5 gimnasios dentro del Complejo deportivo de Azadi. Tiene capacidad para recibir hasta 3000 personas.